# Adolf Sahala Rajagukguk
Adolf Sahala Rajagukguk (* 31. August 1938 in Muara, Nordtapanuli, Nordsumatra, Niederländisch-Indien; † 11. November 2002 in Pangururan, Samosir, Nordsumatra, Indonesien) war ein indonesischer Offizier. Er ging im Rang eines Generalleutnants der Infanterie in Rente. Davor hatte er die Position des Wakasads inne, des Stellvertreters des Chefs des Heeresstabes des indonesischen Armee.
Als Colonel schuf Rajagukguk 1979 im von Indonesien besetzten Osttimor den Militärbezirk Korem (Subregionales Kommando) 164/Wira Dharma, dessen Kommandeur er wurde. Laut der Empfangs-, Wahrheits- und Versöhnungskommission von Osttimor (CAVR) wurden durch die indonesische Besatzungsmacht Menschen systematisch getötet oder verschwanden. Organisiert wurde dies vom Korem unter dem Kommando von Colonel Rajagukguk. Seine Aufgabe war die Eliminierung der Führer und Aktivisten des Widerstands. In einem Dokument von 1982, das Rajagukguk unterzeichnet hatte, wird für den Kampf gegen die osttimoresische Widerstandsbewegung Folter bei Vernehmungen erlaubt. Rajagukguk gab im Dokument auch Anweisungen, um die Folterungen zu vertuschen. 1982 wurde Rajagukguk von Oberst Purwanto Bezirkskommandeur abgelöst.
Von Juni 1985 bis März 1986 war Brigadegeneral Rajagukguk Operationsassistent des Heeresstabschefs. Als Generalmajor war er bis August 1987 Kommandeur des regionalen Militärkommandos Kodam IX/Udayana und vom 21. August 1987 bis 28. März 1988 Kommandeur des Strategischen Heeresreservekommandos (Kostrad).
Von 1987 bis 1988 war Rajagukguk Kommandant des Strategischen Reservekommandos, bevor er von 1988 bis 1992 Wakasad wurde. Von 1992 bis 1996 war Rajagukguk Botschafter Indonesiens in Indien.